# Église de Pylkönmäki
L'église de Pylkönmäki (en finnois : Pylkönmäen kirkko) est une église située à Saarijärvi en Finlande,.

## Description
L'église en bois est conçue et bâtie par Jaakko Kuorikoski en 1860.
L'église est rénovée en 1927 par Alvar Aalto qui lui donnera son aspect classique.
La sculpture de l'autel représentant La Madone à l'enfant est due à Hannes Autere.
L'église a obtenu son aspect actuel lors de la rénovation de 1968.
À cette occasion, on recouvre d'une couche de peinture le retable peint en 1952 par Urho Lehtinen et représentant les scènes Jésus bénit les enfants et Jésus nourrit 5 000 personnes.
La vieille balustrade de l'autel a été restaurée en 1989.
L'église est construite en bordure de la route régionale 636.